# Vélieux
Vélieux är en kommun i departementet Hérault i regionen Occitanien i södra Frankrike. Kommunen ligger i kantonen Saint-Pons-de-Thomières som tillhör arrondissementet Béziers. År 2022 hade Vélieux 102 invånare.

## Befolkningsutveckling
Antalet invånare i kommunen Vélieux
Referens:INSEE